# 陳光耀 (足球運動員)
陳光耀（英語：Chan Kwong-Yiu，?—?），已故香港足球運動員，活躍於1920年代，司職翼鋒，有「大口仔」的稱號。

## 簡歷
1920年，陳光耀於南華會出道，1922年由乙組隊升上甲組隊。1923年休季期間，隨南華遠征澳洲。1923/24年賽季，為南華首奪甲組聯賽冠軍。1926年，南華會發生聯愛團事件，吳錦泉與其他大部份隊友離隊，改投新成立的中華隊，成為球會在1927年至1929年三奪甲組聯賽冠軍的功臣之一。1933年，離開中華隊，到上海踢球。

## 國際賽生涯
1921年，他以乙組球員身份首度入選的中國隊（以南華球員為主），參加遠東運動會。他於隨後的1923年、1925年、1927年及1930年遠東運均繼續入選。
1923年，首度入選香港隊，出戰對上海的埠際賽，這是香港隊首度有華人入選。1928年，代表香港隊出戰對新加坡的埠際賽。

## 個人生活
陳光耀畢業於聖保羅書院，1928年入讀廣州嶺南大學。